# Das verbotene Land
Das verbotene Land ist ein österreichischer Stummfilm aus dem Jahre 1924. Regie führte Friedrich Fehér.

## Handlung
Ein europäischer Forschungsreisender dringt in das hermetisch abgeriegelte und für Ausländer verbotene Tibet auf dem Dach der Welt vor. Als man ihn im Palast des Dalai Lama ertappt, wird er gefangen genommen und soll den Hungertod erleiden. Es ist eine junge Tibeterin, die ihm das Leben rettet, denn sie verspricht dem Dalai Lama, sich ganz einem Leben in Tempeldiensten zu verschreiben. Schließlich darf der Europäer das Land wieder verlassen während das tibetanische Mädchen sich umbringt, als ein Tempelpriester ihre Unschuld zu besudeln versucht.

## Produktionsnotizen
Das verbotene Land wurde am 28. März 1924 uraufgeführt. Der sechsaktige Film besaß 2150 Meter Länge und wurde mit Jugendverbot belegt. Am 30. Januar 1925 war in den Berliner Richard-Oswald-Lichtspielen die deutsche Erstaufführung.

## Kritik
Wiens Neue Freie Presse berichtete am in ihrer Ausgabe vom 1. April 1924: "Sie alle spielen ausgezeichnet. Leider aber ist dieser Film ein Beweis, daß es doch nicht darauf allein ankommt. Wir wollen es kurz machen. Wie es gekommen ist, daß dieser sicherlich mit den besten Intentionen begonnene Film nunmehr als eine so unbefriedigende Leistung vor uns steht, das wissen wir nicht. Tatsache ist jedenfalls: Dieser Film ist trotz der große Summe von glänzenden Einzelleistungen im ganzen großen „verhaut“. Sein Hauptfehler: Es fehlt den disparaten Parallelhandlungen jeder innerer Zusammenhang. Die Nebenhandlung, in der die Gläßner die Hauptrolle spielt, hört einfach auf, ohne auch nur die leiseste Tendenz zur Vereinigung mit der übrigen, gleichfalls immer dürftiger werdenden Handlung zu verraten. (…) Und auch die Haupthandlung selbst vermag uns nicht recht zu erwärmen."
In Paimann’s Filmlisten ist folgendes zu lesen: „Im Vordergrunde stehen die sehr interessanten und in jeder Hinsicht großzügig durchgeführten Tempelbauten, die Tanzszenen wie auch die ausgezeichnete, durchgehends modern photographierte Durchführung. Das Sujet ist sehr spannend gearbeitet, die Darstellung gut.“